# TOSHIN GOLF TOURNAMENT
TOSHIN GOLF TOURNAMENT（トーシンゴルフトーナメント）は、2010年から愛知県名古屋市で携帯電話事業や不動産事業を行うトーシン（現・トーシンホールディングス）の主催、日本ゴルフツアー機構（以下JGTOと略す）の主管・公認により、毎年10月第2週にかけ、トーシンの子会社であるトーシンリゾートが運営しているゴルフ場（2012年大会を除く）で行われていた男子プロゴルフトーナメントである。2014年現在、賞金総額1億円、優勝賞金2000万円。
2014年12月15日に発表されたJGTOの2015年トーナメントスケジュールには記載がないが、2015年大会も開催する方向で調整が進められており、2015年2月をめどに結論が出る見通しとなっていたが、結局開催されなかった。

## 歴代優勝者
| 回数  | 開催年 | 優勝者名   | スコア | 開催ゴルフ場                    | 開催地             |
| ----- | ------ | ---------- | ------ | ------------------------------- | ------------------ |
| 第1回 | 2010年 | 池田勇太   | -17    | TOSHIN Lake Wood Golf Club      | 三重県津市         |
| 第2回 | 2011年 | ドンファン | -20    | TOSHIN Lake Wood Golf Club      | 三重県津市         |
| 第3回 | 2012年 | 呉阿順     | -18    | 涼仙ゴルフ倶楽部                | 三重県いなべ市     |
| 第4回 | 2013年 | 藤本佳則   | -24    | TOSHIN Golf Club Central Course | 岐阜県加茂郡富加町 |
| 第5回 | 2014年 | I・H・ホ   | -28    | TOSHIN Golf Club Central Course | 岐阜県加茂郡富加町 |

## テレビ中継
- 大会の後援にTXN系列のテレビ愛知及びBSデジタル放送のBSジャパンが入っているが、全国放送は地上波での放送は行わず、テレビ愛知ローカル及びBSジャパン（実質、テレビ東京でのネット受け扱い）での放送となる（地元テレビ局での放送もなし）[8]。なおCS放送のsky・A sports+では後日、3日目と最終日の模様を「GOLF×GOLF（西暦）」として一挙に放送する（リピート放送もあり。ただしCMは差し替え）。

## 出来事
- 2011年に石川遼が左肩の違和感を理由に欠場し、この大会を2年連続して欠場した[9]ことについて、主催者であるトーシン社長の石田信文は「選手をもっと縛り付けるような規定を作ってもらわないと、大会をやる側は大変だ」と発言[9]。JGTOの規定ではシード選手が2年連続で同一大会を欠場した場合、罰金100万円が科せられることになっている[9]。「確かにルールでは（欠場が）認められているが、マナー違反」「厳しいルールがない限り、来年からは（大会を）やらない」とJGTOに改善を要求した[9]。また、改善が見られなければ女子ツアーに移行するとも発言している[9]。なお、けがなどの特別な理由による欠場の場合には罰金が免除される[10]。
- 2012年の開催では、最終日に呉阿順と池田勇太のプレーオフにもつれこんだが、途中雷雨による中断を挟んだためにプレーオフ開始時刻が17時を過ぎていた。このため18番ホールで行われたプレーオフでは、2ホール目以降同じホールでティの位置を145ヤード、100ヤードと縮めていき、日没後の4ホール目は45ヤードの位置からグリーンを投光器で照らして強行、結局この4ホール目で決着がついた[11]。プレーオフをティの位置をずらして行ったのは史上初で、日本ツアーで中国人プロ選手が優勝したのも史上初である。